# Fremont (Utah)
Fremont es un lugar designado por el censo situado en el condado de Wayne, Utah  (Estados Unidos). Según el censo de 2010 tenía una población de 145 habitantes.

## Demografía
Según el censo de 2010, Fremont tenía una población en la que el 97,9% eran blancos, 0,0% afroamericanos, 0,0% amerindios, 0,7% asiáticos, 0,0% isleños del Pacífico, el 0,0% de otras razas, y el 1,4% pertenecían a dos o más razas. Del total de la población el 2,1% eran hispanos o latinos de cualquier raza.